# Rhabdophan
Rhabdophan (auch Rhabdophanit) ist die Sammelbezeichnung für nicht näher bestimmte Minerale der lückenlosen Mischkristall-Reihe mit den Endgliedern Rhabdophan-(Ce), Rhabdophan-(La) und Rhabdophan-(Nd) aus der Mineralklasse der „Phosphate, Arsenate und Vanadate“.
Alle Minerale kristallisieren im hexagonalen Kristallsystem mit der chemischen Zusammensetzung (Ce,La,Nd)[PO4] · H2O (Mischkristallformel). Für die Einzelminerale gelten folgende Zusammensetzungen:
- Rhabdophan-(Ce): Ce[PO4]·H2O
- Rhabdophan-(La): La[PO4]·H2O
- Rhabdophan-(Nd): Nd[PO4]·H2O
- Rhabdophan-(Y):   Y[PO4]·H2O

Rhabdophan entwickelt meist stalaktitische, kugelige oder nierige Massen, aber auch radialstrahlige Aggregate von bernsteinbrauner Farbe und wachsglänzenden Oberflächen. Auch hellrosa, gelblichweiße und cremefarbene Rhabdophane wurden gefunden.

## Etymologie und Geschichte
Das Wort Rhabdophan ist eine Zusammensetzung der griechischen Wörter ῥάβδος [rhábdos] für Rute bzw. Stab, sowie φαίνεσθαι [phainesthai] für erscheinen, sich zeigen und verweist auf das typische Muster im Lichtspektrum der Minerale.
Eine erste Beschreibung von Rhabdophan, allerdings noch ohne den Anhang des in der Formel vorherrschenden Seltenen-Erd-Metalls, erfolgte 1878 durch William G. Lettsom. Erst bei späteren Analysen stellte man fest, dass Rhabdophan eine Mischreihe aus drei sehr ähnlichen Mineralen darstellt. Daher erhielt der ursprüngliche Rhabdophan mit einem Überhang an Cer den Anhang -(Ce).
Rhabdophan-(La) wurde 1883 erstmals von George J. Brush und Samuel L. Penfield beschrieben und erhielt seinen Namen aufgrund des Vorherrschens von Lanthan in der Formel und seiner nahen Verwandtschaft zum Rhabdophan-(Ce).
Rhabdophan-(Nd) wurde 1957 durch F. A. Hildebrand, M. H. Carron und H. J. Rose, Jr. beschrieben, der seinen Namensanhang dem Vorherrschen von Neodym in der Formel verdankt.
Als Typlokalität für Rhabdophan-(Ce) gilt die Kupfer-Mine „Fowey Consols“ (Tywardreath, Par Parish) bei St Austell in der englischen Grafschaft Cornwall und als Typlokalität für Rhabdophan-(La) und Rhabdophan-(Nd) gelten die „Salisbury Iron Mines“ in der englischen Grafschaft Wiltshire im Vereinigten Königreich.

## Klassifikation
Bereits in der mittlerweile veralteten, aber noch gebräuchlichen 8. Auflage der Mineralsystematik nach Strunz gehörten die Rhabdophane zur Mineralklasse der „Phosphate, Arsenate und Vanadate“ und dort zur Abteilung der „Wasserhaltigen Phosphate ohne fremde Anionen“, wo sie als Namensgeber die „Rhabdophan-Gruppe“ mit der System-Nr. VII/C.29 und den weiteren Mitgliedern Brockit, Grayit, Ningyoit und Tristramit bildeten.
Die seit 2001 gültige und von der International Mineralogical Association (IMA) verwendete 9. Auflage der Strunz’schen Mineralsystematik ordnet die Rhabdophane ebenfalls in die Abteilung der „Phosphate usw. ohne zusätzliche Anionen; mit H2O“ ein. Diese ist jedoch weiter unterteilt nach der relativen Größe der beteiligten Kationen, so dass die Minerale entsprechend ihrer Zusammensetzung in der Unterabteilung „J. Ausschließlich mit großen Kationen“ zu finden sind, wo sie ebenfalls namensgebend die „Rhabdophangruppe“ mit der System-Nr. 8.CJ.45 und den weiteren Mitgliedern Brockit, Grayit, Ningyoit, Smirnovskit und Tristramit bildet.
Auch die vorwiegend im englischen Sprachraum gebräuchliche Systematik der Minerale nach Dana ordnet die Rhabdophane in die Klasse der „Phosphate, Arsenate und Vanadate“ und dort in die Abteilung der „Wasserhaltige Phosphate etc.“ ein. Hier sind sie als Namensgeber der „Rhabdophangruppe“ mit der System-Nr. 40.04.07 und den weiteren Mitgliedern Brockit, Grayit und Tristramit innerhalb der Unterabteilung der „Wasserhaltigen Phosphate etc., mit A3+XO4 × x(H2O)“ zu finden.

## Kristallstruktur
Alle Rhabdophane kristallisieren hexagonal in der Raumgruppe P6222 (Raumgruppen-Nr. 180) und mit jeweils drei Formeleinheiten pro Elementarzelle, jedoch mit geringfügig unterschiedlichen Gitterparametern:
- Rhabdophane-(Ce) mit a = 7,01 Å und c = 6,40 Å[1]
- Rhabdophan-(La) mit a = 7,03 Å und c = 6,41 Å[1]
- Rhabdophan-(Nd) mit a = 6,96 Å und c = 6,37 Å[1]
- Rhabdophan-(Y) mit a = 6,959(2) Å und c = 6,384(2) Å[7]

## Modifikationen und Varietäten
Rhabdophan-(Pb) gilt als bleihaltige Varietät des Rhabdophan-(Ce).

## Bildung und Fundorte

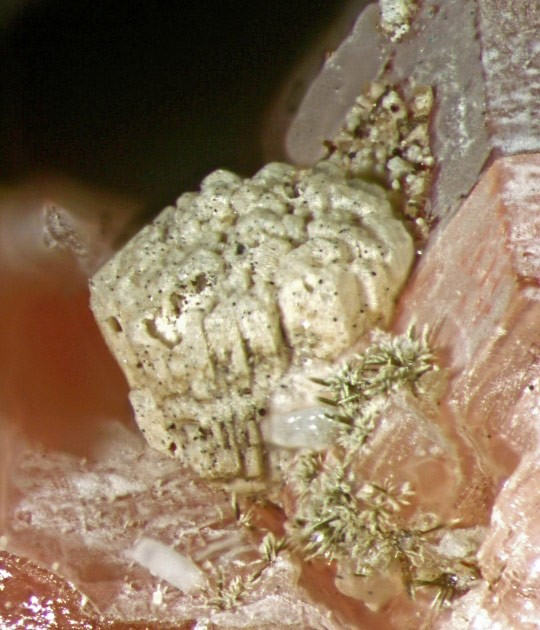
Rhabdophane-(Ce)-Kristall auf rosafarbenem Serandit (Sichtfeld 2,4 × 2,8 mm) aus dem Poudrette Steinbruch, Mont Saint-Hilaire, Québec, Kanada

Rhabdophane bilden sich relativ selten in einigen hydrothermalen Erz-Lagerstätten. Begleitminerale sind unter anderem Baryt, Chalkopyrit, Fluorit, Sphalerit und
Tetraedrit.
Als eher seltene Mineralbildung konnte Rhabdophan bisher (Stand: 2011) nur an wenigen Fundorten bzw. nur in geringer Stückzahl nachgewiesen werden. Insgesamt gelten rund 100 Fundorte als bekannt, davon entfallen etwa die Hälfte auf Rhabdophan-(Ce) und jeweils rund 10 Fundorte auf Rhabdophan-(La) und Rhabdophan-(Nd).
Gemeinsame Fundorte für alle drei Endglieder liegen unter anderem in Deutschland, genauer bei Gengenbach und Oberwolfach im Schwarzwald sowie in Russland auf der Halbinsel Kola.
Des Weiteren finden sich verschiedene Rhabdophane unter anderem noch in Australien, Belgien, Burundi, China, Grönland, Japan, Kanada, Malawi, Norwegen, Pakistan, Spanien, Tschechien, Ukraine, Ungarn und den Vereinigten Staaten.